# 키로브그라드

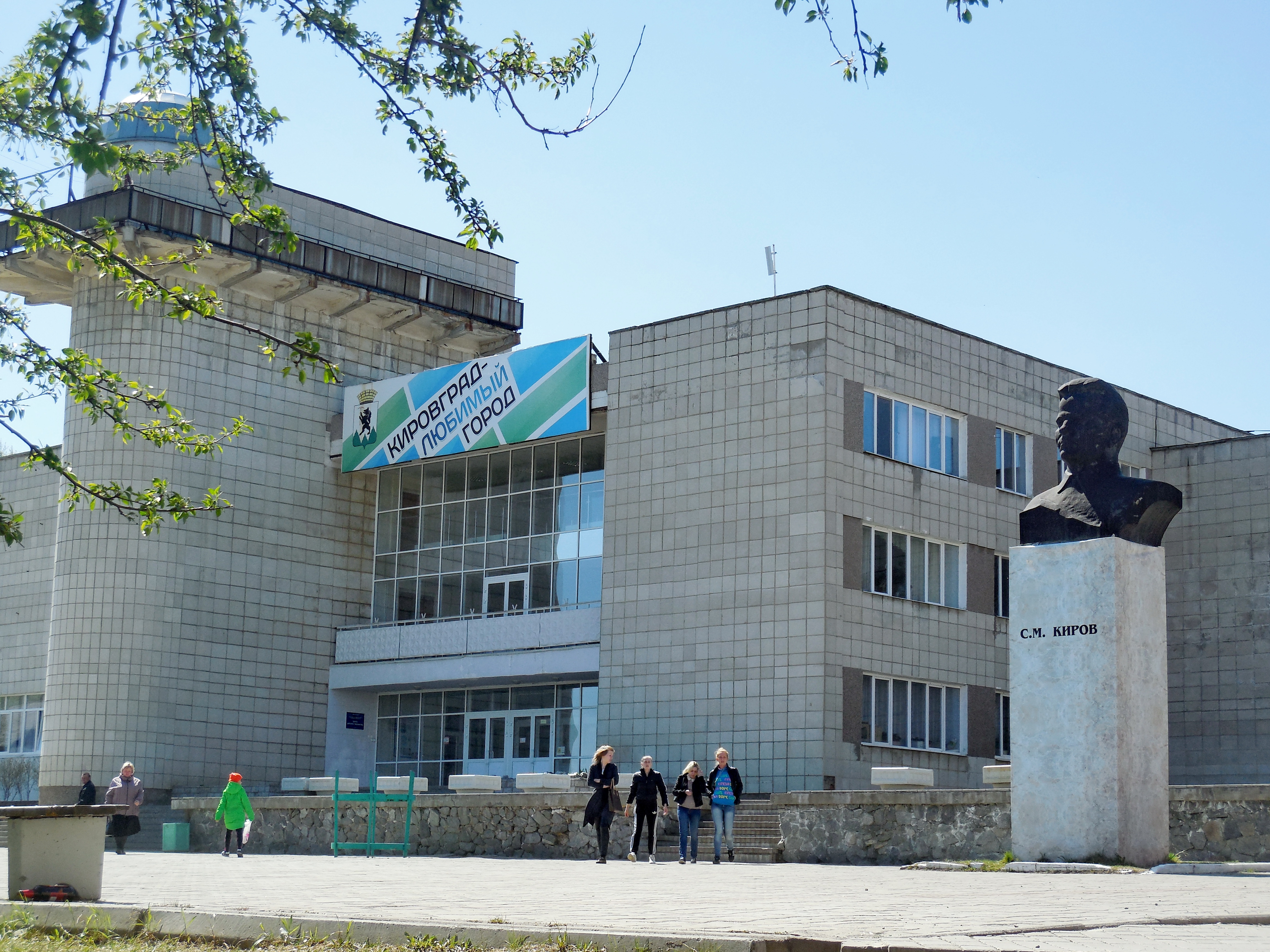

키로브그라드(러시아어: Кировгра́д)는 스베르들롭스크주의 도시이다. 인구는 2만4,300명(2001년)이다.